# Düsseldorfer EG
Düsseldorfer EG (celým názvem: Düsseldorfer Eislauf-Gemeinschaft) je německý klub ledního hokeje, který sídlí ve městě Düsseldorf ve spolkové zemi Severní Porýní-Vestfálsko. Založen byl v roce 1935. V letech 2001–2012 působil pod názvem DEG Metro Stars. Německým mistrem se stal v letech 1967, 1972, 1975, 1990, 1991, 1992, 1993 a 1996. Německý pohár vyhrál v roce 2006. Od sezóny 2000/01 působí v Deutsche Eishockey Lize, německé nejvyšší soutěži ledního hokeje. Klubové barvy jsou červená a žlutá.
Své domácí zápasy odehrává v hale ISS Dome. Nachází se v Düsseldorfu v Německu. Je to nová (otevřena 2006) multifunkční hala pro 13 400 diváků. Kromě hokeje zde sídlí i basketbalový klub

## Historické názvy
Zdroj:
- 1935 – Düsseldorfer EG (Düsseldorfer Eislauf-Gemeinschaft)
- 2001 – DEG Metro Stars (Düsseldorfer Eislauf-Gemeinschaft Metro Stars)
- 2012 – Düsseldorfer EG (Düsseldorfer Eislauf-Gemeinschaft)

## Získané trofeje
- Meisterschaft / Bundesliga / DEL (8×)
  - 1966/67, 1971/72, 1974/75, 1989/90, 1990/91, 1991/92, 1992/93, 1995/96
- Deutscher Eishockeypokal (1×)
  - 2005/06

## Účast v mezinárodních pohárech
Zdroj:
Legenda: SP – Spenglerův pohár, EHP – Evropský hokejový pohár, EHL – Evropská hokejová liga, SSix – Super six, IIHFSup – IIHF Superpohár, VC – Victoria Cup, HLMI – Hokejová liga mistrů IIHF, ET – European Trophy, HLM – Hokejová liga mistrů, KP – Kontinentální pohár
- EHP 1967/1968 – 2. kolo
- SP 1970 – Základní skupina (4. místo)
- EHP 1972/1973 – Semifinále
- EHP 1975/1976 – Semifinále
- SP 1978 – Základní skupina (4. místo)
- SP 1979 – Základní skupina (2. místo)
- SP 1980 – Základní skupina (5. místo)
- SP 1986 – Základní skupina (5. místo)
- EHP 1990/1991 – Čtvrtfinále
- EHP 1991/1992 – Finále
- EHP 1992/1993 – Finálová skupina B (3. místo)
- EHP 1993/1994 – Finálová skupina A (4. místo)
- EHP 1996/1997 – Zápas o 3. místo
- KP 1998/1999 – Finálová skupina (4. místo)
- HLM 2015/2016 – Šestnáctifinále

## Přehled ligové účasti
Stručný přehled
Zdroj:
- 1937–1946: Deutsche Eishockey-Meisterschaft (1. ligová úroveň v Německu)
- 1950–1952: Eishockey-Landesliga Nordrhein-Westfalen (2. ligová úroveň v Německu)
- 1952–1954: Eishockey-Oberliga (1. ligová úroveň v Německu)
- 1954–1955: Eishockey-Landesliga Nordrhein-Westfalen (2. ligová úroveň v Německu)
- 1955–1958: Eishockey-Oberliga (1. ligová úroveň v Německu)
- 1958–1959: Eishockey-Bundesliga (1. ligová úroveň v Německu)
- 1959–1965: Eishockey-Oberliga (2. ligová úroveň v Německu)
- 1965–1994: Eishockey-Bundesliga (1. ligová úroveň v Německu)
- 1994–1998: Deutsche Eishockey Liga (1. ligová úroveň v Německu)
- 1998–1999: Eishockey-Bundesliga (2. ligová úroveň v Německu)
- 1999–2000: 2. Eishockey-Bundesliga (2. ligová úroveň v Německu)
- 2000– : Deutsche Eishockey Liga (1. ligová úroveň v Německu)

Jednotlivé ročníky
Zdroj:
Legenda: ZČ – základní část, červené podbarvení – sestup, zelené podbarvení – postup, fialové podbarvení – reorganizace, změna skupiny či soutěže
| Velkoněmecká říše (1937–1944)     |                                                                                             |                                                                                             |                                                                                             |                                                                                             |                                                                                             |
| Sezóny                            | Soutěž                                                                                      | Úroveň                                                                                      | ZČ                                                                                          | Play-off                                                                                    | Poznámky                                                                                    |
| 1937                              | Deutsche Meisterschaft                                                                      | 1. úroveň                                                                                   | nehráno                                                                                     | Finálová skupina (3. místo)                                                                 |                                                                                             |
| 1938                              | Deutsche Meisterschaft                                                                      | 1. úroveň                                                                                   | nehráno                                                                                     | Zápas o 2. místo (výhra)                                                                    |                                                                                             |
| 1939                              | Deutsche Meisterschaft                                                                      | 1. úroveň                                                                                   | nehráno                                                                                     | Zápas o 3. místo (výhra)                                                                    |                                                                                             |
| 1940                              | Deutsche Meisterschaft                                                                      | 1. úroveň                                                                                   | nehráno                                                                                     | Finálová skupina (4. místo)                                                                 |                                                                                             |
| 1941                              | Deutsche Meisterschaft                                                                      | 1. úroveň                                                                                   | nehráno                                                                                     | Základní skupina B (2. místo)                                                               |                                                                                             |
| 1942                              | Deutsche Meisterschaft                                                                      | 1. úroveň                                                                                   | nehráno                                                                                     | Základní skupina A (2. místo)                                                               | Soutěž nedohrána                                                                            |
| 1943                              | Deutsche Meisterschaft                                                                      | 1. úroveň                                                                                   | nehráno                                                                                     | Předkolo                                                                                    | Soutěž nedohrána                                                                            |
| 1944                              | Deutsche Meisterschaft                                                                      | 1. úroveň                                                                                   | nehráno                                                                                     | Zápas o 3. místo (výhra)                                                                    |                                                                                             |
| Německé okupační zóny (1945–1949) |                                                                                             |                                                                                             |                                                                                             |                                                                                             |                                                                                             |
| Sezóny                            | Soutěž                                                                                      | Úroveň                                                                                      | ZČ                                                                                          | Play-off                                                                                    | Poznámky                                                                                    |
| 1945                              | V roce 1945 nebylo na území poválečného Německa odehráno žádné mistrovství v ledním hokeji. | V roce 1945 nebylo na území poválečného Německa odehráno žádné mistrovství v ledním hokeji. | V roce 1945 nebylo na území poválečného Německa odehráno žádné mistrovství v ledním hokeji. | V roce 1945 nebylo na území poválečného Německa odehráno žádné mistrovství v ledním hokeji. | V roce 1945 nebylo na území poválečného Německa odehráno žádné mistrovství v ledním hokeji. |
| 1946                              | Deutsche Meisterschaft                                                                      | 1. úroveň                                                                                   | nehráno                                                                                     | Základní skupina (4. místo)                                                                 | Neoficiální turnaj                                                                          |
| ...                               |                                                                                             |                                                                                             |                                                                                             |                                                                                             |                                                                                             |
| Německo (1949–)                   |                                                                                             |                                                                                             |                                                                                             |                                                                                             |                                                                                             |
| Sezóny                            | Soutěž                                                                                      | Úroveň                                                                                      | ZČ                                                                                          | Play-off                                                                                    | Poznámky                                                                                    |
| ...                               |                                                                                             |                                                                                             |                                                                                             |                                                                                             |                                                                                             |
| 1950/51                           | Landesliga Nordrhein-Westfalen                                                              | 2. úroveň                                                                                   | ?. místo                                                                                    |                                                                                             |                                                                                             |
| 1951/52                           | Landesliga Nordrhein-Westfalen                                                              | 2. úroveň                                                                                   | ?. místo                                                                                    |                                                                                             | Postup                                                                                      |
| 1952/53                           | Oberliga                                                                                    | 1. úroveň                                                                                   | 5. místo                                                                                    | Zápas o udržení (výhra)                                                                     |                                                                                             |
| 1953/54                           | Oberliga                                                                                    | 1. úroveň                                                                                   | 8. místo                                                                                    |                                                                                             | Sestup                                                                                      |
| 1954/55                           | Landesliga Nordrhein-Westfalen                                                              | 2. úroveň                                                                                   | ?. místo                                                                                    |                                                                                             | Postup                                                                                      |
| 1955/56                           | Oberliga                                                                                    | 1. úroveň                                                                                   | 7. místo                                                                                    |                                                                                             |                                                                                             |
| 1956/57                           | Oberliga West                                                                               | 1. úroveň                                                                                   | 3. místo                                                                                    |                                                                                             |                                                                                             |
| 1957/58                           | Oberliga West                                                                               | 1. úroveň                                                                                   | 3. místo                                                                                    | Finálová skupina (6. místo)                                                                 | Reorganizace                                                                                |
| 1958/59                           | Bundesliga                                                                                  | 1. úroveň                                                                                   | 7. místo                                                                                    |                                                                                             | Sestup                                                                                      |
| 1959/60                           | Oberliga                                                                                    | 2. úroveň                                                                                   | 3. místo                                                                                    |                                                                                             |                                                                                             |
| 1960/61                           | Oberliga                                                                                    | 2. úroveň                                                                                   | 8. místo                                                                                    |                                                                                             |                                                                                             |
| 1961/62                           | Oberliga                                                                                    | 2. úroveň                                                                                   | 10. místo                                                                                   |                                                                                             |                                                                                             |
| 1962/63                           | Oberliga                                                                                    | 2. úroveň                                                                                   | 2. místo                                                                                    |                                                                                             |                                                                                             |
| 1963/64                           | Oberliga                                                                                    | 2. úroveň                                                                                   | 4. místo                                                                                    |                                                                                             |                                                                                             |
| 1964/65                           | Oberliga                                                                                    | 2. úroveň                                                                                   | 2. místo                                                                                    |                                                                                             | Postup                                                                                      |
| 1965/66                           | Bundesliga                                                                                  | 1. úroveň                                                                                   | 4. místo                                                                                    | Finálová skupina (3. místo)                                                                 |                                                                                             |
| 1966/67                           | Bundesliga West                                                                             | 1. úroveň                                                                                   | 1. místo                                                                                    | Finálová skupina (1. místo)                                                                 |                                                                                             |
| 1967/68                           | Bundesliga West                                                                             | 1. úroveň                                                                                   | 1. místo                                                                                    | Finálová skupina (4. místo)                                                                 |                                                                                             |
| 1968/69                           | Bundesliga West                                                                             | 1. úroveň                                                                                   | 2. místo                                                                                    | Finálová skupina (2. místo)                                                                 |                                                                                             |
| 1969/70                           | Bundesliga                                                                                  | 1. úroveň                                                                                   | 7. místo                                                                                    | Finálová skupina (8. místo)                                                                 |                                                                                             |
| 1970/71                           | Bundesliga                                                                                  | 1. úroveň                                                                                   | 2. místo                                                                                    |                                                                                             |                                                                                             |
| 1971/72                           | Bundesliga                                                                                  | 1. úroveň                                                                                   | 1. místo                                                                                    |                                                                                             |                                                                                             |
| 1972/73                           | Bundesliga                                                                                  | 1. úroveň                                                                                   | 2. místo                                                                                    |                                                                                             |                                                                                             |
| 1973/74                           | Bundesliga                                                                                  | 1. úroveň                                                                                   | 4. místo                                                                                    |                                                                                             |                                                                                             |
| 1974/75                           | Bundesliga                                                                                  | 1. úroveň                                                                                   | 1. místo                                                                                    |                                                                                             |                                                                                             |
| 1975/76                           | Bundesliga                                                                                  | 1. úroveň                                                                                   | 3. místo                                                                                    |                                                                                             |                                                                                             |
| 1976/77                           | Bundesliga                                                                                  | 1. úroveň                                                                                   | 3. místo                                                                                    | Finálová skupina (4. místo)                                                                 |                                                                                             |
| 1977/78                           | Bundesliga                                                                                  | 1. úroveň                                                                                   | 6. místo                                                                                    | Finálová skupina (6. místo)                                                                 |                                                                                             |
| 1978/79                           | Bundesliga                                                                                  | 1. úroveň                                                                                   | 2. místo                                                                                    | Finálová skupina (4. místo)                                                                 |                                                                                             |
| 1979/80                           | Bundesliga                                                                                  | 1. úroveň                                                                                   | 3. místo                                                                                    | Finálová skupina (2. místo)                                                                 |                                                                                             |
| 1980/81                           | Bundesliga                                                                                  | 1. úroveň                                                                                   | 2. místo                                                                                    | Finále                                                                                      |                                                                                             |
| 1981/82                           | Bundesliga                                                                                  | 1. úroveň                                                                                   | 8. místo                                                                                    | Čtvrtfinále                                                                                 |                                                                                             |
| 1982/83                           | Bundesliga                                                                                  | 1. úroveň                                                                                   | 8. místo                                                                                    | Zápas o 7. místo (prohra)                                                                   |                                                                                             |
| 1983/84                           | Bundesliga                                                                                  | 1. úroveň                                                                                   | 8. místo                                                                                    | Zápas o 7. místo (výhra)                                                                    |                                                                                             |
| 1984/85                           | Bundesliga                                                                                  | 1. úroveň                                                                                   | 7. místo                                                                                    | Čtvrtfinále                                                                                 |                                                                                             |
| 1985/86                           | Bundesliga                                                                                  | 1. úroveň                                                                                   | 2. místo                                                                                    | Finále                                                                                      |                                                                                             |
| 1986/87                           | Bundesliga                                                                                  | 1. úroveň                                                                                   | 3. místo                                                                                    | Zápas o 3. místo (výhra)                                                                    |                                                                                             |
| 1987/88                           | Bundesliga                                                                                  | 1. úroveň                                                                                   | 5. místo                                                                                    | Zápas o 3. místo (prohra)                                                                   |                                                                                             |
| 1988/89                           | Bundesliga                                                                                  | 1. úroveň                                                                                   | 4. místo                                                                                    | Finále                                                                                      |                                                                                             |
| 1989/90                           | Bundesliga                                                                                  | 1. úroveň                                                                                   | 1. místo                                                                                    | Vítěz                                                                                       |                                                                                             |
| 1990/91                           | Bundesliga                                                                                  | 1. úroveň                                                                                   | 2. místo                                                                                    | Vítěz                                                                                       |                                                                                             |
| 1991/92                           | Bundesliga                                                                                  | 1. úroveň                                                                                   | 1. místo                                                                                    | Vítěz                                                                                       |                                                                                             |
| 1992/93                           | Bundesliga                                                                                  | 1. úroveň                                                                                   | 2. místo                                                                                    | Vítěz                                                                                       |                                                                                             |
| 1993/94                           | Bundesliga                                                                                  | 1. úroveň                                                                                   | 1. místo                                                                                    | Finále                                                                                      | Reorganizace                                                                                |
| 1994/95                           | Deutsche Eishockey Liga                                                                     | 1. úroveň                                                                                   | 5. místo                                                                                    | Čtvrtfinále                                                                                 |                                                                                             |
| 1995/96                           | Deutsche Eishockey Liga                                                                     | 1. úroveň                                                                                   | Bronzová medaile                                                                            | Vítěz                                                                                       |                                                                                             |
| 1996/97                           | Deutsche Eishockey Liga                                                                     | 1. úroveň                                                                                   | 9. místo                                                                                    | Play-out, 1. kolo (výhra)                                                                   |                                                                                             |
| 1997/98                           | Deutsche Eishockey Liga                                                                     | 1. úroveň                                                                                   | Stříbrná medaile                                                                            | Čtvrtfinále                                                                                 | Odstoupení                                                                                  |
| 1998/99                           | 2. Bundesliga                                                                               | 2. úroveň                                                                                   | 3. místo                                                                                    | Semifinále                                                                                  | Reorganizace                                                                                |
| 1999/00                           | 2. Bundesliga                                                                               | 2. úroveň                                                                                   | 3. místo                                                                                    | Vítěz                                                                                       | Postup                                                                                      |
| 2000/01                           | Deutsche Eishockey Liga                                                                     | 1. úroveň                                                                                   | 11. místo                                                                                   | Ne                                                                                          |                                                                                             |
| 2001/02                           | Deutsche Eishockey Liga                                                                     | 1. úroveň                                                                                   | 9. místo                                                                                    | Ne                                                                                          |                                                                                             |
| 2002/03                           | Deutsche Eishockey Liga                                                                     | 1. úroveň                                                                                   | Bronzová medaile                                                                            | Čtvrtfinále Prohra s Krefeld Pinguine 1 : 4                                                 |                                                                                             |
| 2003/04                           | Deutsche Eishockey Liga                                                                     | 1. úroveň                                                                                   | 8. místo                                                                                    | Čtvrtfinále Prohra s Eisbären Berlín 0 : 4                                                  |                                                                                             |
| 2004/05                           | Deutsche Eishockey Liga                                                                     | 1. úroveň                                                                                   | 10. místo                                                                                   | Ne                                                                                          |                                                                                             |
| 2005/06                           | Deutsche Eishockey Liga                                                                     | 1. úroveň                                                                                   | Bronzová medaile                                                                            | Finále Prohra s Eisbären Berlín 0 : 3                                                       |                                                                                             |
| 2006/07                           | Deutsche Eishockey Liga                                                                     | 1. úroveň                                                                                   | Stříbrná medaile                                                                            | Semifinále Prohra s Nürnberg Ice Tigers 1 : 3                                               |                                                                                             |
| 2007/08                           | Deutsche Eishockey Liga                                                                     | 1. úroveň                                                                                   | 9. místo                                                                                    | Semifinále Prohra s Eisbären Berlín 2 : 3                                                   |                                                                                             |
| 2008/09                           | Deutsche Eishockey Liga                                                                     | 1. úroveň                                                                                   | Bronzová medaile                                                                            | Finále Prohra s Eisbären Berlín 1 : 3                                                       |                                                                                             |
| 2009/10                           | Deutsche Eishockey Liga                                                                     | 1. úroveň                                                                                   | 6. místo                                                                                    | Čtvrtfinále Prohra s Grizzlys Wolfsburg 0 : 3                                               |                                                                                             |
| 2010/11                           | Deutsche Eishockey Liga                                                                     | 1. úroveň                                                                                   | Stříbrná medaile                                                                            | Semifinále Prohra s Eisbären Berlín 2 : 3                                                   |                                                                                             |
| 2011/12                           | Deutsche Eishockey Liga                                                                     | 1. úroveň                                                                                   | 7. místo                                                                                    | Čtvrtinále Prohra s ERC Ingolstadt 1 : 4                                                    |                                                                                             |
| 2012/13                           | Deutsche Eishockey Liga                                                                     | 1. úroveň                                                                                   | 14. místo                                                                                   | Ne                                                                                          |                                                                                             |
| 2013/14                           | Deutsche Eishockey Liga                                                                     | 1. úroveň                                                                                   | 14. místo                                                                                   | Ne                                                                                          |                                                                                             |
| 2014/15                           | Deutsche Eishockey Liga                                                                     | 1. úroveň                                                                                   | 5. místo                                                                                    | Semifinále Prohra s ERC Ingolstadt 1 : 4                                                    |                                                                                             |
| 2015/16                           | Deutsche Eishockey Liga                                                                     | 1. úroveň                                                                                   | 5. místo                                                                                    | Čtvrtinále Prohra s Grizzlys Wolfsburg 1 : 4                                                |                                                                                             |
| 2016/17                           | Deutsche Eishockey Liga                                                                     | 1. úroveň                                                                                   | 11. místo                                                                                   | Ne                                                                                          |                                                                                             |
| 2017/18                           | Deutsche Eishockey Liga                                                                     | 1. úroveň                                                                                   | 11. místo                                                                                   | Ne                                                                                          |                                                                                             |
| 2018/19                           | Deutsche Eishockey Liga                                                                     | 1. úroveň                                                                                   | 6. místo                                                                                    | Čtvrtinále Prohra s Augsburger Panther 3 : 4                                                |                                                                                             |
| 2019/20                           | Deutsche Eishockey Liga                                                                     | 1. úroveň                                                                                   | Ročník zrušen po odehrání základní části z důvodu epidemie koronaviru SARS-CoV-2.           | Ročník zrušen po odehrání základní části z důvodu epidemie koronaviru SARS-CoV-2.           | Ročník zrušen po odehrání základní části z důvodu epidemie koronaviru SARS-CoV-2.           |
| 2020/21                           | Deutsche Eishockey Liga                                                                     | 1. úroveň                                                                                   |                                                                                             | Ne                                                                                          |                                                                                             |
| 2021/22                           | Deutsche Eishockey Liga                                                                     | 1. úroveň                                                                                   | 9. místo                                                                                    | Čtvrtfinále Prohra s EHC Red Bull München 1 : 3                                             |                                                                                             |
| 2022/23                           | Deutsche Eishockey Liga                                                                     | 1. úroveň                                                                                   | 7. místo                                                                                    | Čtvrtfinále Prohra s ERC Ingolstadt 1 : 4                                                   |                                                                                             |
| 2023/24                           | Deutsche Eishockey Liga                                                                     | 1. úroveň                                                                                   | 11. místo                                                                                   | Ne                                                                                          |                                                                                             |
| 2024/25                           | Deutsche Eishockey Liga                                                                     | 1. úroveň                                                                                   | 14. místo                                                                                   | Ne                                                                                          | Sestup                                                                                      |